# محلية الدمازين

موقع محلية الدمازين على الخريطة/ السودان

محلية الدمازين (بالإنجليزية: Ad Damazin District) إحدى محليات ولاية النيل الأزرق، السودان.
يبلغ عدد سكانها 186,051 نسمة اعتبارًا من عام 2015، مما يجعلها أكبر مدينة في منطقة النيل الأزرق، وأقرب مطار إلى الدمازين هو مطار الدمازين. يبلغ إرتفاع المدينة 485 مترًا فوق مستوى سطح البحر.